# Nizina Szyrwańska
Nizina Szyrwańska (azer.: Şirvan düzü) – równina w środkowym Azerbejdżanie, na lewym brzegu Kury, część Niziny Kurańskiej. Wysokość nie przekracza 100 m n.p.m. Nizinę porastają głównie bylice i solanki. Obszar jest sztucznie nawadniany. Gospodarka regionu opiera się przede wszystkim na rolnictwie (bawełna, zboża i winorośl) i hodowli.